# رانده‌شده (فیلم ۲۰۱۰)
رانده‌شده (به انگلیسی: Outcast) فیلمی محصول سال ۲۰۱۰ و به کارگردانی کالم مککارتی است. در این فیلم بازیگرانی همچون جیمز نسبیت، کیت دیکی، جیمز کازمو، نیال بروتون، هانا استنبریج، کارن گیلان، ایان وایت، کیران مک‌مینامین و دانیل پورتمن ایفای نقش کرده‌اند.